# (58365) Robmedrano
(58365) Robmedrano (1995 OQ) – planetoida z pasa głównego asteroid okrążająca Słońce w ciągu 4,16 lat w średniej odległości 2,58 j.a. Odkryta 27 lipca 1995 roku.